# Miguel Ángel López-Cedrón Freije
Miguel Angel López-Cedrón Feije (Oviedo, 3 de juny de 1978) és un exfutbolista professional asturià, que jugava de davanter.

## Trajectòria
Va començar a equips modestos com la UD Llanera o el Veriña CF. El 1993 entra a les divisions inferiors del Sporting de Gijón, fins a debutar amb el primer equip la temporada 97/98. Eixe any, en què els asturians van baixar a Segona, Miguel va disputar 4 partits i va marcar un gol.
Amb l'Sporting va tenir algunes aparicions esporàdiques en els dos anys següents. La 00/01 és cedit al CD Leganés, on va marcar 4 gols tot i ser irregular, i dos anys després a la SD Eibar. A l'equip basc també va combinar la titularitat amb la suplència i marca sis gols més. Finalment, la temporada 03/04, té un lloc a l'onze inicial de l'Sporting i marca altres 8 gols.
L'estiu del 2004 marxa al CD Numancia, que estava en primera divisió. És suplent però marca 4 gols, insuficients perquè el seu equip no baixe. A Segona, amb els castellans juga 23 partits (8 de titular) i marca 2 gols.
La temporada 06/07 fitxa per l'Elx CF, on tindrà la mateixa tònica de combinació entre titular i suplent. Al quadre il·licità marca 7 gols el primer any i 6 el segon, però tot jugant al voltant de la vintena de partits.